# Wikipedija na talijanskom jeziku
Talijanska Wikipedija (talijanski:  Wikipedia in italiano) je inačica Wikipedije na talijanskom. Započeta je 11. svibnja 2001. godine. Prvo je uređivanje bilo 1. lipnja 2001. godine.
Trenutačno ima 1.404.204 članak.
Postoji i inačica talijanske Wikipedije za mobitele.

## Vanjske poveznice
- talijanska Wikipedija